# Dicranomyia (Dicranomyia) sternolobatoides sternolobatoides
Dicranomyia (Dicranomyia) sternolobatoides sternolobatoides is een ondersoort van de tweevleugelige Dicranomyia (Dicranomyia) sternolobatoides uit de familie steltmuggen (Limoniidae). De ondersoort komt voor in het Oriëntaals gebied.